# Hats Off
«Hats Off» — пісня американських реперів Lil Baby, Lil Durk та Тревіса Скотта зі спільного студійного альбому перших двох, The Voice of the Heroes, виданого 4 червня 2021 р.

## Опис
Має треповий біт, що складається із синтезаторів. У текстовому плані Lil Baby та Lil Durk описують свої ролі в спільноті: Дерк завжди знає, що сказати, а Бейбі може «врятувати день» у будь-якій ситуації. Вони читають довгі куплети, перш ніж Тревіс Скотт завершує пісню своїм куплетом.

## Критичні відгуки
Пісня отримала загалом позитивні огляди. Фред Томас з AllMusic описав її як «нетрадиційно побудовану, але унікально чіпку». Кянн-Сіан Вільямс з NME назвала «Hats Off» найкращим треком із запрошеним гостем на The Voice of the Heroes, додатково написавши: «„Hats Off“ звучить як моторошний науково-фантастичний мотив, що випромінює мелодію, веселу й освіжну для трепу. Але потім вступають 808, чудово ілюструючи, чому Дерк і Бейбі перебувають на вершині своєї гри, перш ніж фронтмен із Г'юстона, Тревіс Скотт, пропонує мигцем поглянути на репера-свіже обличчя, яким ми бачили його у фрістайлі 2013 XXL Freshmen (що передував його любові до комп'ютеризованого вокалу)».

## Чартові позиції
| Чарт (2021)                               | Найвища позиція |
| ----------------------------------------- | --------------- |
| Канада (Canadian Hot 100)                 | 27              |
| Billboard Global 200                      | 23              |
| Ірландія (IRMA)                           | 78              |
| New Zealand Hot Singles (RMNZ)            | 6               |
| Велика Британія (Official Charts Company) | 63              |
| Велика Британія (UK R&B Chart)            | 25              |
| США (Billboard Hot 100)                   | 16              |
| США (Hot R&B/Hip-Hop Songs) (Billboard)   | 5               |

## Сертифікації
| Регіон                                                      | Сертифікація | Продажі   |
| ----------------------------------------------------------- | ------------ | --------- |
| США (RIAA)                                                  | Платиновий   | 1 000 000 |
| продажі+прослуховування, що базуються лише на сертифікаціях |              |           |